# 村岡誠
村岡 誠（むらおか まこと、1970年6月6日 - ）は愛知県出身のサッカー指導者（日本サッカー協会公認B級コーチ）。

## 学歴
- 名古屋市立桜台高等学校
- 愛知教育大学
- 筑波大学大学院

## 指導歴
- 1999年 - 2000年 筑波大学蹴球部 フィジカルコーチ
- 2001年 - 2004年 柏レイソル
  - 2001年 - 2002年 ユース フィジカルコーチ
  - 2001年 - 2004年 トップチーム フィジカルコーチ
- 2005年 アルビレックス新潟レディース フィジカルコーチ
- 2005年 日本女子代表 フィジカルコーチ
- 2006年 ロッソ熊本 フィジカルコーチ
- 2007年 アビスパ福岡 フィジカルコーチ
- 2008年 - 2011年 モンテディオ山形 フィジカルコーチ
- 2012年 - 2016年 フットサル日本代表 フィジカルコーチ
- 2017年 U-20フットサル日本代表 フィジカルコーチ
- 2019年 - 2021年 ギラヴァンツ北九州 フィジカルコーチ[1]
- 2022年 - 2023年 U-16/U-17サッカー日本代表 フィジカルコーチ
- 2024年 - ベガルタ仙台 フィジカルコーチ